# Stella Roman
Stella Roman, née Florica Vierica Alma Stela Blasu le 25 mars 1904 à Cluj et morte le 12 février 1992 à New York, est une soprano roumaine.

## Biographie
Stella Roman fait ses études à Cluj, Bucarest, Milan puis Rome et débute à Plaisance en 1932. Elle chante notamment au Teatro dell'Opera de Rome ainsi qu'à La Scala de Milan.
Le 1er janvier 1941 elle fait sa première au Metropolitan Opera de New York dans le rôle titre d'Aida de Giuseppe Verdi.  Elle reste cantatrice dans cet opéra jusqu'en 1950.
Elle s'illustre principalement dans les opéras italiens.